# رالف فرینگر
رالف فرینگر (انگلیسی: Rolf Fringer؛ زادهٔ ۲۶ ژانویهٔ ۱۹۵۷) بازیکن فوتبال اهل اتریش است.
از باشگاه‌هایی که در آن بازی کرده‌است می‌توان به باشگاه فوتبال لوتسرن اشاره کرد.